# Felix Anton Scheffler
Felix Anton Scheffler, né le 29 août 1701 à Mainburg et mort le 10 janvier 1760 à Prague, est un peintre et fresquiste allemand de l'époque du baroque et du rococo.

## Biographie
Il fait son apprentissage auprès de son père Wolfgang Scheffler à Mainburg, qu'il poursuit en 1720 auprès de Cosmas Damian Asam à Munich. Il approfondit ses connaissances vers 1726 chez J.C. Grooth, peintre à la Cour de Stuttgart.
Son premier travail personnel d'importance est la décoration de la chambre d'apparat du château de Durlach (1727-1728). Un an plus tard, il peint, avec son frère Christoph Thomas, les fresques de l'escalier d'honneur du palais épiscopal de Worms, commandées par François-Louis de Palatinat-Neubourg, qui est à la fois prince-évêque de Mayence, prince-évêque de Breslau et grand-maître de l'Ordre Teutonique.
Les frères Scheffler partent ensuite pour la Silésie pour répondre à la commande des chanoines de la Sainte-Croix de Neisse de décorer leur église. Alors que Christoph Thomas retourne en Bavière, son frère décide de rester en Silésie. Il s'installe à Breslau en 1732, où il épouse la même année Maria Barbara Heigel. Les années suivantes, il reçoit nombre de commandes de fresques et de tableaux de la part de la noblesse locale et de l'Église. Il est nommé en 1734 peintre de la Cour par le cardinal Philipp Ludwig von Sinzendorf, prince-évêque de Breslau.
Après avoir rempli diverses commandes en Bohême et en Moravie entre 1743 et 1747, il retourne à Prague. Il rentre en Bavière après la mort de son frère Christoph Thomas en 1756 et termine les peintures que son frère avait commencées pour l'autel de saint Benoît de l'abbatiale d'Ettal. Il entreprend également les fresques du plafond de la chapelle Saint-Ignace et de la sacristie de l'église des jésuites de Landsberg. Son chef-d'œuvre en Bavière est sans doute la décoration intérieure de l'église Sainte-Marguerite de l'abbaye de Baumburg.
Felix Anton Scheffler est l'auteur avant tout de fresques et de tableaux d'autel dans le style du haut-baroque. Ses dernières œuvres, surtout celles de Sainte-Marguerite de Baumburg, sont de style rococo.

## Quelques œuvres
1) Silésie
- Collège jésuite de Breslau: fresques de l'escalier et du corridor de l'aile ouest (après 1734); ancienne apothicairerie, tableau Le Christ guérit les malades (1739)
- Cathédrale de Breslau: fresques de la chapelle des morts (1749)
- Église Sainte-Hedwige de Deutsch Lissa (village près de Breslau): fresques du plafond
- Glatz: fresques du réfectoire du couvent des minorites
- Abbaye de Grüssau: plusieurs tableaux d'autel dans l'abbatiale, ainsi que Le Martyre de saint Wenceslas et Sainte Hedwige (1741) dans la chapelle princière, et Sainte Marie-Madeleine (1740) dans la chapelle du même nom.
- Abbaye de Leubus: fresques du réfectoire d'hiver (1733)
- Hirschberg: fresques de l'église de Grâce (1737)
- Jauer: tableau d'autel, La Glorification de saint Martin (1733)
- Liebau: église paroissiale de l'Assomption, huiles sur toile
- Neisse: église des croisiers Saints-Pierre-et-Paul, fresques en collaboration avec son frère (1730); église paroissiale Saint-Jacques, fresques de la chapelle de la Sainte-Trinité
- Neustadt: fresques de l'église Saint-Michel (1735)
- Schömberg: tableaux du chemin de croix de l'église de la Sainte-Famille

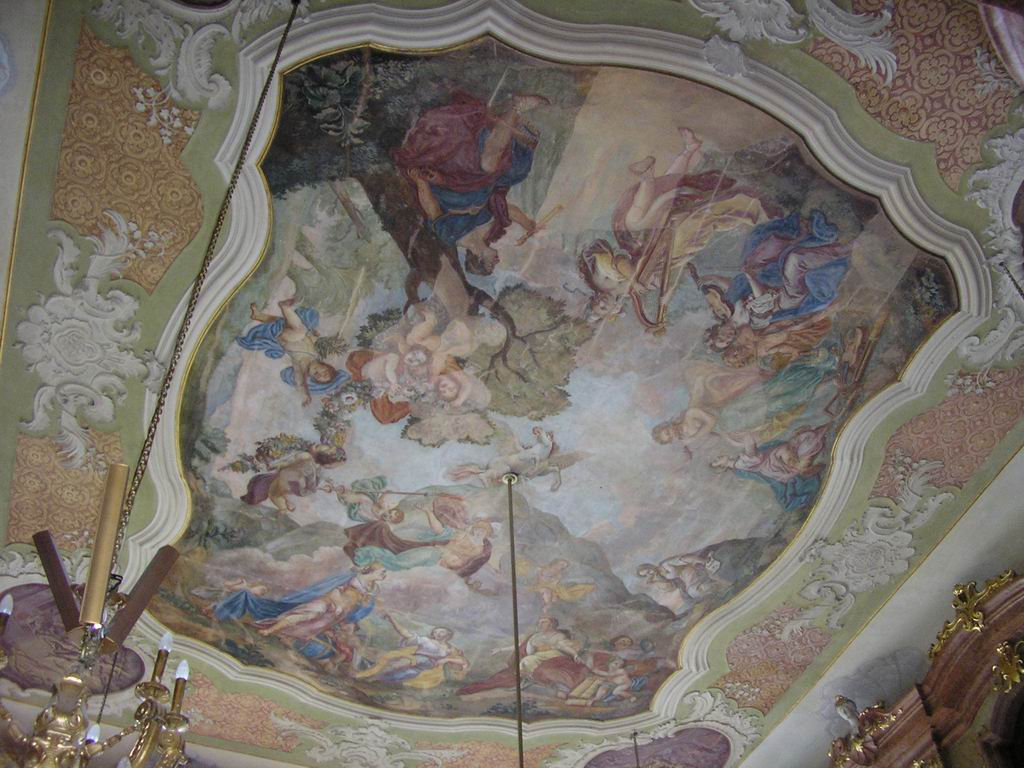
Fresque du salon Maximilien

- Château Fürstenstein: fresques de la Kunstkammer et du salon de marbre ou salon Maximilien (1732), fresques du pavillon d'été (1734)
- Schräbsdorf: église Notre-Dame-des-Douleurs, tableaux de L'Immaculée Conception et de Sainte Barbe

2) Bohême et Moravie
- Abbaye de Braunau: fresques de la sacristie (1743) et de l'église Saint-Wenceslas (1748)
- Brünn: fresques de l'église des jésuites (1744-1745); tableau d'autel Saint Bernard et saint Benoît de l'abbaye des cisterciennes Aula Sanctae Mariae, dite abbaye de la Reine (Königinkloster)
- Château de Jemnischt: fresques de plafonds du salon rococo et de la chapelle du château (1754)
- Náchod: tableau d'autel de l'église Saint-Jean-Baptiste (1751)
- Prague: fresque du narthex de l'église Notre-Dame-de-Lorette (1750)
- Reichenberg: deux tableaux d'autel de l'église de la Sainte-Croix, Saint Antoine de Padoue et Apothéose de saint Joseph (1758)

3) Bavière
- Abbaye d'Ettal: tableau d'autel La Mort de saint Benoît, continué après la mort de son frère
- Landsberg am Lech: fresques de la chapelle Saint-Ignace et de la sacristie de l'église des jésuites (1756)
- Abbaye de Baumburg: fresques des plafonds de l'église Sainte-Marguerite (1756-1757)

## Source
- (de) Cet article est partiellement ou en totalité issu de l’article de Wikipédia en allemand intitulé « Felix Anton Scheffler » (voir la liste des auteurs).